# 宋纁
宋纁（1522年—1591年），字伯敬，號栗菴（栗亭），明朝政治人物。河南歸德府商丘县人。同进士出身，官至吏部尚書、戶部尚書，諡莊敬（一说莊敏）。

## 生平
嘉靖三十一年（1552年）壬子科河南鄉試五十一名舉人。嘉靖三十五年（1556年）登丙辰科会试二百六十四名，三十八年（1559年）己未科廷试三甲八十三名進士，兵部观政，初授永平府推官。四十一年升任山东道监察御史、出視西關，巡按應天府等地。隆慶元年（1567年）改巡按山西。當時俺答汗攻陷石州，將士捕七十七人，這些人當斬。而宋纁通過訊問后，釋放其中一半多人。隆慶四年（1570年）升任順天府府丞，之後以右僉都御史巡撫保定諸府，期間核對兵卒并淘汰多餘的部隊，節省開支。
萬曆初年（1573年）因與張居正不合，稱病辭職，后張居正去世，朝廷官員紛舉薦。他因此恢復官職，擔任保定巡撫，成功賑災獲鹿縣的饑荒。之後升任南京戶部右侍郎。萬曆十二年（1574年）后召為北京戶部左侍郎，改督倉場。
萬曆十四年（1576年）升任戶部尚書，當時明朝國運開始衰退，他力主減少山西災荒地區的稅費，并增加邊疆屯田。當時萬曆帝弟潞王從京師返回封國新鄉，萬曆帝用三十萬白銀為他購買珠寶，后在宋纁強烈要求下，減少了十萬兩。萬曆帝為自己慶賀增加二十萬白銀，宋纁堅決反對，最終萬曆帝方才罷免此事。
宋纁在戶部的五年，正值各地多災多難。他堅持反對奢華浪費以解決開支，并將資金分成輕重緩急以籌資。都御史吳時來以吏部尚書楊巍年老求去，忌憚宋纁名望在自己之上，於是兩次上疏彈劾，宋纁兩次請求辭職，萬曆帝均沒有許可。而楊巍離開后，宋纁代替出任吏部尚書。楊巍在吏部時，不能阻止官員貪污，遇到事情則動輒請求上級指示。宋纁上任后，決斷官員賣官鬻爵，并罷免貪污受賄的上百名官員，受到朝廷一致讚譽。他不徇私也不結黨，然而在選擇文選員外郎缺官中，他計劃起用鄒元標，卻招致大學士申時行反對。宋纁無奈只得上疏五次請求辭職歸鄉，不久死於任內。贈太子太保，諡莊敬。
宋纁為官凝重，有識力。當時石星代任戶部尚書，曾對宋纁說到某地截留巨额賦稅盈餘，可以收為國有。而宋纁則認為“朝廷的賦稅盈餘，應當儲蓄，而不要動輒搜刮。如果皇帝知道地方賦稅盈餘的話，則會升貪侈之心。”當時官員建議將漕運糧儲折價換成白銀，宋纁則執意反對，稱“太倉的糧儲，寧可腐爛也不能虧空，一旦糧食不繼，則沒有解決措施了。”
宋纁死后，灵柩迁回家乡，葬于商丘三陵台，与宋惠公、宋哀公、宋戴公三陵台的中峰前怀。

## 家族
曾祖宋貴。祖父宋謹，乡宾。父宋霓，贈御史。母靳氏，贈孺人；继母郭氏、刘氏。兄宋照、宋煦。

## 延伸阅读
[在维基数据编辑]
 《國朝獻徵錄·卷之二十五》，出自焦竑《國朝獻徵錄》
 《明史卷二百二十四》，出自《明史》